# Погане виховання
Погане виховання (ісп. La mala educación) — фільм 2004 року іспанського режисера Педро Альмодовара.

## Сюжет
Енріке (Феле Мартінес), успішний 27-річний режисер, знаходиться у пошуку нового сюжету для своїх картин. Одного разу, поки він працює у своєму офісі, до нього заходить молодий чоловік, який представляється його другом дитинства Ігнасіо (Гаель Гарсія Берналь). «Ігнасіо» говорить Енріке, що йому вкрай необхідна робота, а також передає йому написану ним розповідь про їх дитячі роки і просить називати його не Ігнасіо, а Анхель.
Розповідь під назвою «Візит», оповідає про життя Ігнасіо і Енріке в католицькому інтернаті. Ігнасіо піддається сексуальному насильству з боку директора інтернату падре Маноло, разом з тим Ігнасіо закоханий у свого шкільного друга Енріке. Після того як падре Маноло дізнається про відносини двох хлопчиків, Ігнасіо віддається падре, щоб останній не відрахував Енріке з інтернату, проте падре робить по-своєму і відраховує хлопчика з навчального закладу.
Далі дія оповідання переноситься на десятиліття вперед. Ігнасіо стає трансвеститом і бере ім'я Саара. У той час як абсолютно п'яний Енріке спить, Саара грабує його і випадково виявляє посвідчення останнього, з якого і дізнається, хто перед нею. На наступний ранок вона відвідує в інтернаті падре Маноло, якого шантажує розповіддю про своє дитинство.
Енріке береться за роботу над фільмом, а також здійснює поїздку в Галісію, на батьківщину Ігнасіо, і від його матері дізнається, що Ігнасіо вже як 4 роки немає в живих, а людина, що видає себе за нього, насправді його молодший брат Хуан. Між тим він продовжує роботу над фільмом, але змінює в сценарії заключну сцену: у фільмі Саару, яку грає Хуан, вбиває колега падре Маноло по інтернату падре Хосе.
По завершенні зйомок на майданчику з'являється якийсь сеньйор Беренгер, який дізнався з газет про зйомки цього фільму. Виявляється, що Беренгер і є падре Маноло, який покинув інтернат, одружився і завів сина.
Енріке дізнається від нього, що Ігнасіо / Саара дійсно вимагав у нього гроші на наркотики і операцію по зміні статі. Тоді ж Беренгер вперше зустрівся з Хуаном і закохався в нього. Незабаром вони обидва розробили план, як убити Ігнасіо / Саару. Вони готують для нього дозу чистого героїну, від передозування якого Ігнасіо / Саара і помирає в той самий момент, коли друкує лист Енріке.
Енріке шокований почутим і розриває усі відносини з Хуаном, проте перед тим як піти Хуан віддає Енріке той самий останній лист, який так і не дописав Ігнасіо.

## Ролі
| • Гаель Гарсія Берналь  | … | Анхель / Хуан / Саара    |
| • Феле Мартінес         | … | Енріке Годед             |
| • Даніель Хіменес Качо  | … | падре Маноло             |
| • Луїс Омар             | … | сеньйор Мануель Беренгер |
| • Франсіско Маестре     | … | падре Хосе               |
| • Франсіско Бойра       | … | Ігнасіо                  |
| • Хуан Фернандес        | … | Мартін                   |
| • Начо Перес            | … | Ігнасіо Перес            |
| • Рауль Гарсія Форнейро | … | Енріке                   |
| • Хав'єр Камара         | … | Пака / Пакіто            |
| • Альберто Феррейро     | … | Енріке Серрано           |
| • Петра Мартінес        | … | мати Ігнасіо і Хуана     |
| • Роберто Ояс           | … | офіціант                 |
| • Леонор Вотлінг        |   | Моніка                   |

## Цікавинки
- Після прем'єри стрічки Педро Альмодовар пояснював: «Погане виховання» — дуже інтимний фільм, хоча не цілком біографічний. Звісно, мої спогади були важливі для сценарію. Зрештою, я жив там і тоді, де відбуваються події".

- «Поганим вихованням» 2004 року відкривався Каннський кінофестиваль. Тобто фільм демонструвався поза конкурсною програмою. А вже 2006 року каннський конкурсант Альмодовар отримав приз журі за найкращий сценарій до свого фільму «Повернення». (Згадаємо також його «Оскар» за сценарій фільму «Поговори з нею»).

- Взагалі ж, Альмодовар є сценаристом усіх своїх 30 режисерських робіт — повнометражних і короткометражних, починаючи з 1974 року.

- Із рецензії: «Втім, сьогодні, коли грані між гомо та гетеро сексуальними світами стираються та із забороненого та збоченого перший переходить спочатку у богемно-виточений, а потім і у повсякденний, у кінематографі не так вже багато дійсно талановитих картин, через які можна спробувати зрозуміти чуттєвий та емоційний бік гомосексуального кохання. В той час як Альмодовар, здається, знає предмет і прагне, щоб уявлення про нього отримали інші» .